# 古川竹二
古川 竹二（ふるかわ たけじ、1891年12月1日 - 1940年2月12日）は、日本の教育学者・心理学者。東京女子高等師範学校教授。

## 来歴
長崎県出身。第五高等学校卒、1916年東京帝国大学文科大学教育学科卒。東京女子高等師範学校 (現お茶の水女子大学) 附属中学校教諭、東京女高師教授。49歳で死去。
1927年の「血液型による氣質の研究」(『心理學研究』) 以下一連の論文や著作で、血液型と性格の関係を本格的に論じた人として知られる。

## 栄典
- 1921年（大正10年）5月30日 - 正七位[4]
- 1923年（大正12年）6月30日 - 従六位[5]
- 1928年（昭和3年）4月16日 - 従五位[6]
- 1933年（昭和8年）4月13日 - 勲六等瑞宝章[7]
- 1940年（昭和15年）2月12日 - 正四位[8]、勲四等瑞宝章[9]

## 著作
- 『血液型と気質』三省堂、1932年
- 『血液型と民族性』共立社、1932年

## 論文
- 「智能検査と学業成績」 『心理研究』 第18巻 (通巻103号 1920)
- 「気質ノ血液型ニヨル研究」 『社会医学雑誌』 第50号 1929
- 「血液型による気質の研究」 『心理学研究』 第2巻 4輯 1927
- 「血液型による気質及び民族性の研究」 『教育思潮研究』 第1巻 1輯 1927
- "Die Erforschung der Temperamente mittels der experimentellen Blugruppenuntersuchung", Zeitschrift für die angewandte Psychologie, 31, 1928
- "A study of temperament and blood-groups", Journal of Social Psychology, Vol. 1, 1930
- 「血液型と精神現象との関係並にその応用方面の研究」 『心理学研究』 第6巻 1輯 1931
- 「血液型で職業と結婚の適否が分かる-就職と結婚前に先ず血液型を調べよ」 『実業之日本』 第34巻 5号 1931
- 「血液型と民族性」 『現代史学大系 10 』　1932
- 「気質・血液型」 東京帝国大学教育学研究室編 『教育学論叢-吉田熊次郎博士開講三十周年記念論文集』 目黒書店 1939